# Саврасов, Андрей Вячеславович
Андрей Вячеславович Саврасов (род. 30 ноября 2000, Оренбург, Россия) — российский профессиональный баскетболист, играющий на позиции тяжёлого форварда.

## Карьера
Саврасов начал заниматься баскетболом в 6 лет в Санкт-Петербурге в Национальной академии баскетбола. Первый тренер — Олег Акципетров.
В феврале 2017 года Саврасов был включён в символическую пятёрку Первенства России среди юношей 2000 года, получив приз «Лучшего тяжёлого форварда».
В апреле 2017 года Саврасов стал бронзовым призёром первенства ДЮБЛ среди юношей, а так же вошёл в символическую пятёрку Финального турнира, став «Лучшим лёгким форвардом».
Перед началом сезона 2017/2018 Саврасов вошёл в состав новообразованной команды «Зенит-Фарм».
5 ноября 2017 года, Саврасов дебютировал в составе «Зенита», выйдя на паркет в матче Единой лиги ВТБ против «Калева» (95:89) в возрасте 16 лет и 340 дней. Таким образом, Андрей обновил сразу два рекорда: став самым молодым игроком в истории петербургского клуба и Единой лиги ВТБ.
В январе 2019 года Саврасов переехал в США, где выступал в NCAA за команду технического университета Техаса. Первые полгода Андрей не играл, провёл в режиме redshirt — тренировался и был с командой, но не выступал за неё.
В сезоне 2019/2020 Саврасов не получал много игрового времени. В 21 игре его статистика составила 1,1 очка и 0,8 подбора. 
После общения с главным тренером «Техас Тек Ред Рейдерс» Крисом Бирдом Саврасов решил, что для продолжения карьеры лучше будет сменить колледж. Бирд помог Саврасову найти новую команду и перед началом сезона 2020/2021 Андрей перешёл в «Джорджию Саузерн Иглз».

## Сборная России
В июле 2017 года Саврасов попал в итоговую заявку сборной России для участия в чемпионате Европы (до 18 лет).
В апреле 2018 года Саврасов принял участие в турнире Альберта Швейцера в составе сборной России (до 18 лет).
В июне 2025 года Савроасов принял участие в просмотровом сборе сборной России.

## Достижения
- Бронзовый призёр ДЮБЛ: 2016/2017

## Статистика

### Статистика в NCAA
| Сезон | Команда          | Conf             | Class            | GP  | GS | MPG  | FG%  | 3P%  | FT%  | RPG | APG | SPG | BPG | PPG  |
| --- | ---------------- | ---------------- | ---------------- | --- | -- | ---- | ---- | ---- | ---- | --- | --- | --- | --- | ---- |
| 2019/20 | Техас Тек        | Big 12           | FR               | 21  | 0  | 4,7  | 37,5 | 33,3 | 0,0  | 1,0 | 0,1 | 0,1 | 0,0 | 1,1  |
| 2020/21 | Джорджия Саузерн | Sun Belt         | SO               | 23  | 5  | 15,3 | 43,1 | 25,0 | 60,0 | 3,7 | 0,8 | 0,6 | 0,7 | 4,5  |
| 2021/22 | Джорджия Саузерн | Sun Belt         | JR               | 29  | 25 | 23,1 | 49,6 | 31,7 | 76,9 | 5,5 | 0,8 | 0,8 | 0,5 | 10,7 |
| 2022/23 | Джорджия Саузерн | Sun Belt         | SR               | 29  | 28 | 30,4 | 49,8 | 35,9 | 69,3 | 7,3 | 1,2 | 1,3 | 0,3 | 14,3 |
| 2023/24 | Дюкейн           | A-10             | SR               | 20  | 12 | 16,5 | 48,4 | 33,3 | 52,9 | 3,5 | 1,1 | 0,9 | 0,4 | 5,9  |
| Всего | Всего            | Всего            | Всего            | 122 | 70 | 19,1 | 48,4 | 32,5 | 67,9 | 4,5 | 0,8 | 0,8 | 0,4 | 7,9  |
| Техас Тек | Техас Тек        | Техас Тек        | Техас Тек        | 21  | 0  | 4,7  | 37,5 | 33,3 | 0,0  | 1,0 | 0,1 | 0,1 | 0,0 | 1,1  |
| Джорджия Саузерн | Джорджия Саузерн | Джорджия Саузерн | Джорджия Саузерн | 81  | 58 | 23,5 | 48,7 | 32,3 | 71,3 | 5,6 | 1,0 | 0,9 | 0,5 | 10,2 |
| Дюкейн | Дюкейн           | Дюкейн           | Дюкейн           | 20  | 12 | 16,5 | 48,4 | 33,3 | 52,9 | 3,5 | 1,1 | 0,9 | 0,4 | 5,9  |
| Наведите курсор мыши на аббревиатуры в заголовке таблицы, чтобы прочесть их расшифровку Статистика приведена с сайта sports-reference.com |                  |                  |                  |     |    |      |      |      |      |     |     |     |     |      |

### Статистика в других лигах
| Сезон | Команда     | Лига                                             | GP | GS | MPG  | FG%  | 3P%  | FT%  | RPG | APG | SPG | BPG | PFL | TOV | PPG  |
| --- | ----------- | ------------------------------------------------ | -- | -- | ---- | ---- | ---- | ---- | --- | --- | --- | --- | --- | --- | ---- |
| 2016/17 | ЦСКА (Ю-18) | Euroleague Basketball Next Generation Tournament | 3  | 0  | 17,3 | 55,6 | 50,0 | 71,4 | 2,7 | 1,0 | 1,3 | 0,0 | 1,0 | 0,7 | 8,7  |
| 2017/18 | Зенит-М     | Единая молодёжная лига ВТБ                       | 10 | 1  | 30,5 | 40,9 | 23,9 | 67,8 | 9,4 | 4,4 | 1,2 | 1,2 | 2,1 | 2,5 | 16,3 |
| 2018/19 | Зенит       | Единая лига ВТБ                                  | 2  | 0  | 2,2  | -    | -    | -    | 0,5 | 0,0 | 0,5 | 0,0 | 0,0 | 0,0 | 0,0  |
| Всего | Всего       | Всего                                            | 15 | 1  | 24,1 | 42,6 | 25,0 | 68,2 | 6,9 | 3,1 | 1,1 | 0,8 | 1,6 | 1,8 | 12,6 |
| Наведите курсор мыши на аббревиатуры в заголовке таблицы, чтобы прочесть их расшифровку Статистика приведена с сайта basketball.realgm.com |             |                                                  |    |    |      |      |      |      |     |     |     |     |     |     |      |